# Zingha patergodarti
Zingha patergodarti är en fjärilsart som beskrevs av Neidhoefer 1972. Zingha patergodarti ingår i släktet Zingha och familjen praktfjärilar. Inga underarter finns listade i Catalogue of Life.